# Phenylessigsäureethylester
Phenylessigsäureethylester (nach IUPAC-Nomenklatur: Ethyl-2-phenylacetat) ist eine organisch-chemische Verbindung aus der Stoffgruppe der Carbonsäureester. Es ist ein flüchtiger Aromastoff in Honig.

## Gewinnung und Darstellung
Phenylessigsäureethylester kann über die Veresterung von Phenylessigsäure mit Ethanol hergestellt werden. Die Reaktion kann beispielsweise im sauren mit Salzsäure (HCl), als Katalysator, erfolgen.

## Eigenschaften

### Physikalische Eigenschaften
Phenylessigsäureethylester ist eine farblose Flüssigkeit. Der Siedepunkt bei Normaldruck liegt bei 229 °C.

### Chemische Eigenschaften
Phenylessigsäureethylester ist ein schwer entzündbarer, brennbarer Stoff, welcher praktisch unlöslich in Wasser ist. Er ist als gewässergefährdend eingestuft und schwer flüchtig.

## Verwendung
Phenylessigsäureethylester wird als Lösungsmittel sowie in der Parfümindustrie verwendet.